# Zindin
Zindin est une commune rurale située dans le département de Ténado de la province de Sanguié dans la région du Centre-Ouest au Burkina Faso.